# Pythische Spiele

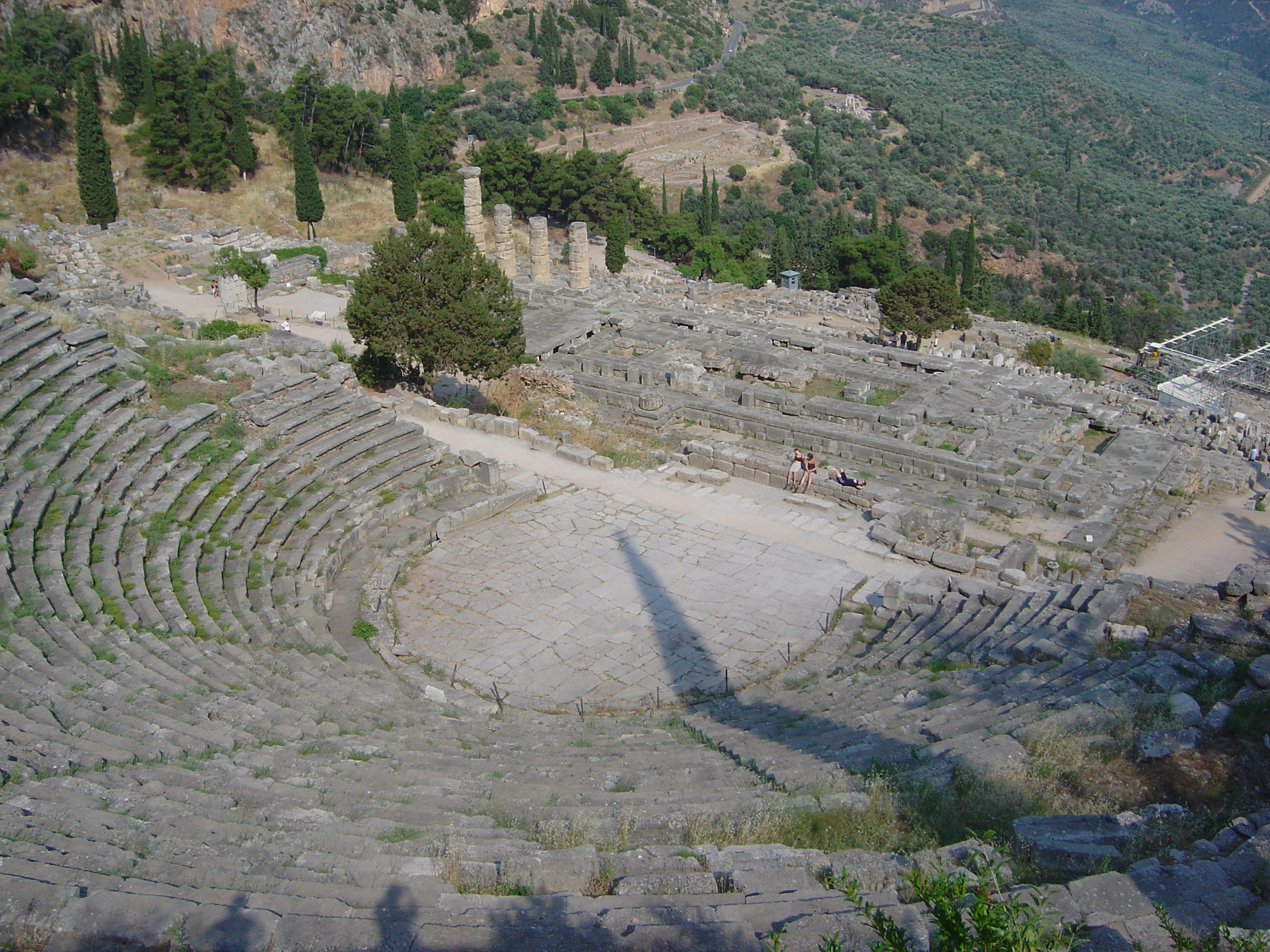
Theater von Delphi

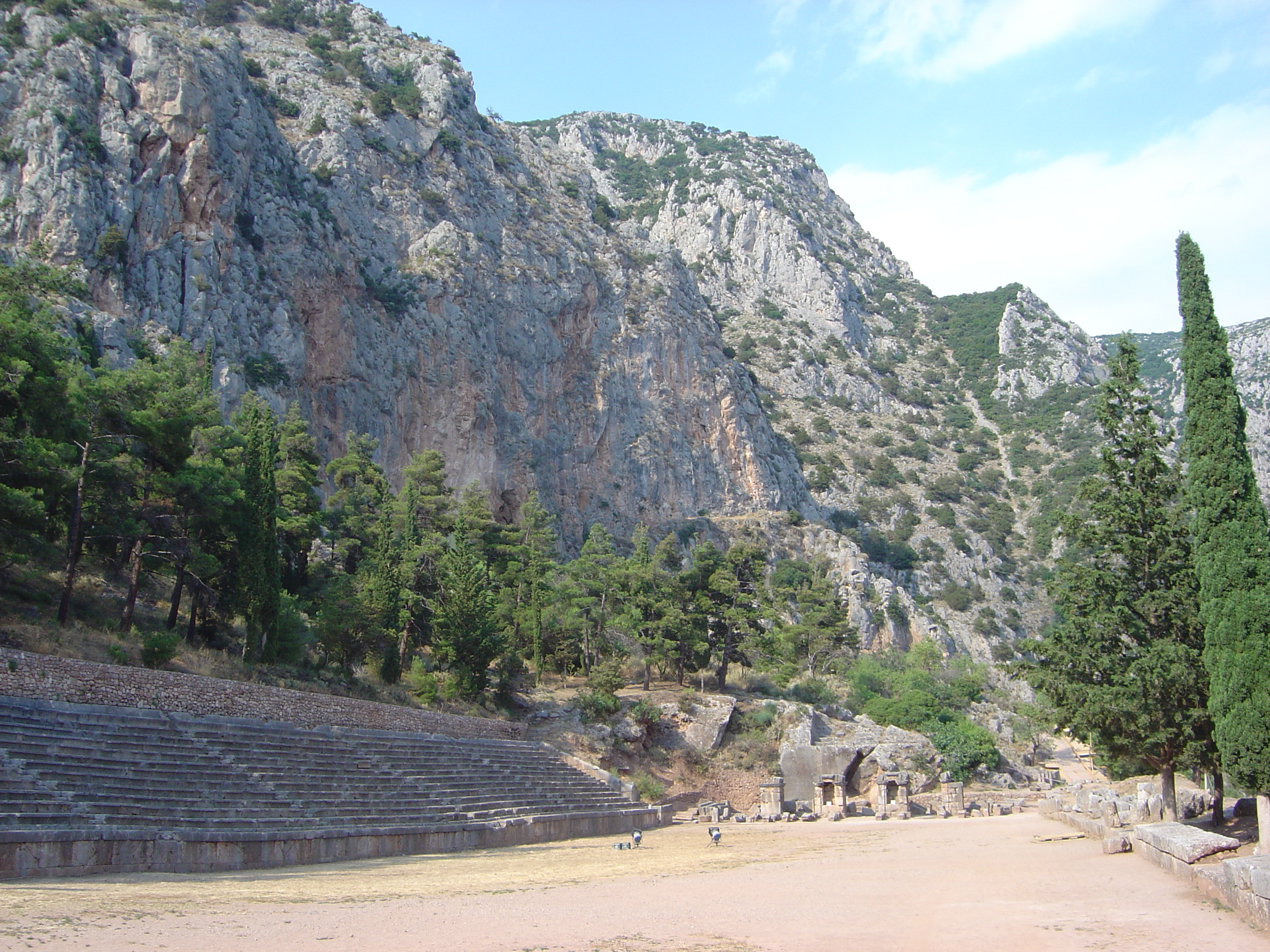
Stadion von Delphi

Die Pythischen Spiele oder Pythien (altgriechisch Πύθια Pythia), auch Delphische Spiele, waren Wettkämpfe, die im antiken Griechenland in Delphi und der nahen Ebene von Krissa zu Ehren des pythischen Apollon gefeiert wurden. Sie gehörten zu den Panhellenischen Spielen. Dem Mythos zufolge soll Apollon sie nach Erlegung des Drachen Python selbst eingesetzt haben. Kleinere Pythien wurden in vielen anderen Städten Kleinasiens und Griechenlands gefeiert.

## Geschichte
Die geschichtliche Zeit der Pythischen Spiele begann 582 v. Chr., als die Leitung der Spiele nach dem Ende des Ersten Heiligen Krieges auf die Delphische Amphiktyonie, einen Rat der zwölf griechischen Stammesgruppen, überging. Seitdem fanden sie nicht mehr wie bis dahin alle acht, sondern alle vier Jahre statt, jeweils zwei Jahre vor den Olympischen Spielen, wahrscheinlich Ende August.
Anfangs gab es bei den Pythischen Spielen nur musikalische Wettkämpfe, zunächst den Gesang zur Kithara, später erweitert durch Gesang zur Flöte und Soloflötenspiel. Diese behielten hier auch größere Bedeutung als bei den anderen großen Festspielen, obwohl mit der Neugestaltung der Pythien auch in ihnen die gymnastischen Wettkämpfe und die Wagen- und Reiterrennen Eingang gefunden hatten.
Für die Zeit der Delphischen Spiele galt der heilige Delphische Frieden, der drei Monate andauerte. Die Waffenruhe garantierte den Menschen – Teilnehmern wie Zuschauern – eine gefahrlose Reise zu den Spielen und wieder zurück in ihre Heimat. Überliefert ist auch die Begeisterung des Publikums. Zahlreich strömte es aus ganz Griechenland herbei und brachte der Stadt beträchtliche Einnahmen. Die Agora, ein Kunstmarkt, der zu den Spielen stattfand, war ein bedeutender Handelsplatz für Kunstgüter.
394 n. Chr. verbot Theodosius I., Kaiser von Rom und Byzanz, die Delphischen Spiele als heidnische Veranstaltung.

## Ablauf
Leider wurden Zeitzeugnisse und Dokumente über die antiken Delphischen Spiele weitestgehend durch menschliche Gewalt und Naturkatastrophen zerstört. Alle erhaltenen Quellen betonen jedoch die Pracht und den Glanz der Spiele. Die Aufzeichnungen des Aristoteles geben einen Überblick über die Festlichkeiten: Die Spiele dauerten sechs bis acht Tage und begannen mit einem heiligen Spiel, das den Sieg Apollons über Python darstellte. In einer feierlichen und glanzvollen Prozession wurde im Tempel des Apollons ein großes Festopfer dargebracht. Nach einem Festgelage begannen am vierten Tag die Spiele. 
Die Musik- und Schauspielwettbewerbe fanden im Theater, die athletischen Wettbewerbe im Stadion von Delphi statt. Die Wagenrennen wurden aufgrund der gebirgigen Lage Delphis in der nahen Ebene von Krissa ausgetragen.
Die musischen Disziplinen umfassten: 
- Eine Hymne an den Gott Apollon
- Flöten- und Kitharaspiel (altes griechisches Saiteninstrument) mit und ohne Gesang
- Schauspiel- und Tanzwettbewerbe
- Malwettbewerbe

Die Delphischen Spiele waren Ehrenspiele. Die Sieger bekamen keine Geldpreise, sondern einen Lorbeerkranz als Auszeichnung, so wie der Ölzweig die Auszeichnung Olympias war. Auch Äpfel scheinen manchmal als Kampfpreis dargereicht worden zu sein und den symbolischen Palmzweig erhielt der Sieger bei den Pythien ebenso wie bei den Olympien. Bei besonderen Ehrungen setzte man dem Wettkämpfer auch ein Denkmal in Form einer Statue. Das Ansehen jedoch, das dem Sieger und auch seinem Heimatort zuteilwurde, war unbezahlbar. Die Städte unterstützten ihre Vertreter daher mit allen Mitteln, um bei den Spielen so gut wie möglich abzuschneiden.